# Emma Penella
Manuela Ruiz Penella (Madrid, 2 de març de 1931 − Madrid, 27 d'agost de 2007) coneguda artísticament com a Emma Penella, va ser una actriu espanyola de cinema, teatre i televisió.
Filla del polític Ramón Ruiz Alonso (1903-1982) i de Magdalena Penella Silva; neta del compositor Manuel Penella Moreno i besneta del també músic Manuel Penella Raga, era germana de les també actrius Elisa Montés (1934) i Terele Pávez (1939-2017) i es va casar amb el productor de cinema Emiliano Piedra (1931-1991). A més, era tia de l'actriu Emma Ozores (filla de la seva germana Elisa i de l'actor Antonio Ozores Puchol).
Intèrpret de marcada personalitat i gran prestigi des de la dècada de 1950, va triomfar en cinema gràcies a pel·lícules com El verdugo, de Luis García Berlanga i va mantenir una intensa activitat teatral. Després d'un semiretir a mitjan dècada de 1990, va tornar a adquirir gran popularitat gràcies a la seva participació en la reeixida sèrie de televisió Aquí no hay quien viva i posteriorment en La que se avecina, que li va retornar l'afecte del públic i va significar el seu comiat.

## Biografia
Emma Penella va néixer a Madrid en 1931 en el si d'una família conservadora i amb antecedents artístics. El seu pare va ser diputat per la província de Granada entre 1933 i 1935 en les files del partit conservador catòlic Acció Popular. La seva mare era germana de la triple còmica Teresita Silva i filla del compositor Manuel Penella, que havia tingut un gran èxit amb l'òpera El gato montés (la seva germana Elisa adopta "Montés" com a cognom artístic).

### Començaments
Al principi la família es va oposar al fet que Emma es dediqués a la interpretació encara que al final ho va consentir i, després d'abandonar els seus estudis de Batxillerat, es va incorporar al Teatre María Guerrero com a meritòria. En 1949 va participar en la pel·lícula La duquesa de Benamejí, de Luis Lucia, com a doble de llums d'Amparo Rivelles. Durant els primers anys cinquanta va compaginar el seu treball en algunes funcions de teatre amb diverses pel·lícules en les quals va ser doblada, ja que els nòduls que tenia en la gola li feien tenir una veu no d'acord amb els gustos de l'època, raó per la qual seria operada diverses vegades al llarg de la seva vida, encara que sense arribar a solucionar el problema, que d'altra banda es convertiria en un dels seus senyals d'identitat.
Amb Los ojos dejan huellas (1952), de José Luis Sáenz de Heredia, li arriba la seva primera gran oportunitat al cinema, a la que seguirien pel·lículas com Carne de horca, Cómicos (on Juan Antonio Bardem utilitza per primer cop la seva veu real), Los peces rojos o Fedra, de Manuel Mur Oti, que fou un escàndal a l'època per l'erotisme mostrat per Penella, cosa comuna a altres pel·lícules d'aquesta primera etapa, com La cuarta ventana (1963), única que protagonitza junt amb les seves germanes.

### Consolidació i matrimoni
Aquest mateix any Luis García Berlanga li va brindar l'oportunitat d'aparèixer a El verdugo, el seu paper cinematogràfic més reeixit. La cinta es va projectar en el Festival de Cinema de Venècia i els organitzadors van ordenar que l'actriu entrés al Lido per la porta posterior a causa de la desaprovació de la comunitat internacional cap al Franquisme. Penella es va negar i va aparèixer per la porta principal del recinte.
En 1967 participa en la pel·lícula La busca, d'Angelino Fons. Per aquests anys es va casar amb el productor Emiliano Piedra, la qual cosa li va permetre oferir papers a actors com a Pilar Bardem. El matrimoni tindria tres filles: Emma, Lola i Emiliana.
Des de 1969 Emma va espaiar més les seves intervencions, participant en pel·lícules produïdes pel seu marit, com Fortunata y Jacinta i La primera entrega, de Fons, i La Regenta, de Gonzalo Suárez, els seus personatges més rellevants d'aquesta època. Després d'aquesta pel·lícula s'apartaria del món del cinema durant més d'una dècada.
Finalitzada la Transició, va aparèixer en diversos papers de repartiment a les ordres de Francisco Regueiro (Padre Nuestro) i Carlos Saura (El amor brujo) i va protagonitzar la pel·lícula d'Eloy de la Iglesia La estanquera de Vallecas, convertint-se en actriu fetitxe d'aquest director i quedant associada a un cinema de temàtica transgressora. També en la dècada de 1980 va tornar al teatre per desenvolupar una intensa activitat. En 1991 va morir el seu marit, Emiliano Piedra, per qui va recollir un Goya d'Honor pòstum en 1992. En 1993 es va acomiadar de les taules amb El malalt imaginari, de Molière.

### L'èxit televisiu
Quan gaudia d'un retir només interromput esporàdicament, com en la pel·lícula Pídele cuentas al Rey, la directora de càsting Elena Arnao la va visitar en 2003 a la seva casa per interessar-se pel seu estat de salut. En resposta, Emma va ballar una jota per a ella i va acceptar un paper en la sèrie de televisió Aquí no hay quien viva (Antena 3), obtenint una gran popularitat interpretant a Concha, una pensionista malhumorada, garrepa i tafanera. El personatge, que formava el trio sobrenomenat "Las Supernenas" al costat dels de Mariví Bilbao i Gemma Cuervo, es va fer famosa per la seva frase "Váyase, señor Cuesta, váyase!", que repetia constantment al personatge interpretat per José Luis Gil i que parodiava la frase "Váyase, señor González", que l'expresident del govern José María Aznar solia dirigir al seu antecessor en el càrrec Felipe González.
Descoberta així pel públic més jove, el 2004 participa en el doblatge a l'espanyol de la pel·lícula d'animació Els increïbles i a l'any següent, animada pel seu company José Luis Gil, ho fa en l'espanyola El sueño de una noche de San Juan.
En 2007 va començar a treballar en una nova sèrie, La que se avecina (Telecinco), hereva directa d'Aquí no hay quien viva. En ella interpretava Doña Charo de la Vega, una pensionista, farmacèutica afeccionada, que guarda tota classe de medicaments i que es mostra constantment descontenta amb el nou habitatge que el seu gendre Enrique ha adquirit. Durant els últims mesos de rodatge la salut de l'actriu es va ressentir, per la qual cosa la productora va decidir donar-li un descans utilitzant, per justificar l'absència del personatge, l'habitual recurs d'"anar-se'n de vacances al poble".
L'actriu va morir el 27 d'agost de 2007, a l'edat de 76 anys, després d'una insuficiència renal i cardíaca, produïda per una septicèmia ocasionada per la diabetis que patia des d'anys enrere. Va ser enterrada al Cementiri de La Almudena de Madrid l'endemà, aniversari de la mort del seu marit. Aquest mateix any, a títol pòstum, va rebre, en el marc del Festival de Cinema Iberoamericà de Huelva, el premi Ciutat de Huelva, que va reunir en record seu a la seva germana Terele Pávez i a la seva filla Emiliana, a més d'amics i companys de professió.
El 27 de juny de 2011 es va inaugurar el Passeig de la Fama de Madrid en el qual Emma té un estel.

## Premis i candidatures
Cercle d'Escriptors Cinematogràfics
| Any  | Categoria                | Pel·lícula                 | Resultat   |
| ---- | ------------------------ | -------------------------- | ---------- |
| 1952 | Millor actriu secundària | Los ojos dejan huellas     | Guanyadora |
| 1956 | Millor actriu principal  | Fedra                      | Guanyadora |
| 1961 | Millor actriu principal  | Sentencia contra una mujer | Guanyadora |
| 1966 | Millor actriu            | La busca                   | Guanyadora |
| 1969 | Millor actriu            | Fortunata y Jacinta        | Guanyadora |
| 1995 | Millor actriu            | Mar de luna                | Guanyadora |

Fotogramas de Plata
| Any  | Categoria                     | Programa de TV          | Resultat  |
| ---- | ----------------------------- | ----------------------- | --------- |
| 1981 | Millor intèrpret de televisió | Estudio 1: Sabor a miel | Candidata |

Altres
- Premi del Sindicat Nacional de l'Espectacle per El verdugo (1963).
- Premi Sant Jordi per Fortunata y Jacinta (1970).
- Premi Mayte de Teatre (1995).
- Medalla d'Or al Mèrit a les Belles Arts (1997).
- Premi Júbilo (compartit amb Gemma Cuervo i Mariví Bilbao).
- Estrella al Passeig de la Fama de Madrid (2011).

## Obra (selecció)

### Cinema
- Carne de horca (Ladislao Vajda, 1953).
- Cómicos (Juan Antonio Bardem, 1953).
- Los peces rojos (José Antonio Nieves Conde, 1955).
- Fedra (Manuel Mur Oti, 1956).
- El batallón de las sombras (Manuel Mur Oti, 1956).
- De espaldas a la puerta (José María Forqué, 1956).
- Sentencia contra una mujer (1960).
- Alegre juventud (Mariano Ozores, 1963).
- El verdugo (Luis García Berlanga, 1963).
- La hora incógnita (Mariano Ozores, 1963).
- Lola, espejo oscuro (Fernando Merino, 1966).
- Fortunata y Jacinta (Angelino Fons, 1970).
- La Regenta (Gonzalo Suárez, 1974).
- Padre nuestro (Francisco Regueiro, 1985).
- El amor brujo (Carlos Saura, 1986).
- La estanquera de Vallecas (Eloy de la Iglesia, 1986).
- Doblones de a ocho (Andrés Linares, 1990).
- Mar de luna (Manolo Matji, 1994).
- Pídele cuentas al Rey (José Antonio Quirós, 1999).
- Los novios búlgaros (Eloy de la Iglesia, 2003).
- El somni d'una nit de Sant Joan (El sueño de una noche de San Juan) (veu) (2005)

### Televisió
- Estudio 1 (1981-1982)
- Juncal (1987).
- El Quijote de Miguel de Cervantes (1991).
- La huella del crimen 2: El crimen de Don Benito (1991).
- Aquí no hay quien viva (2003–2006).
- La que se avecina (2007)

### Teatre
- Los baños de Argel (1979).
- Juana del amor hermoso (1983).
- Frank V (1988) al Teatre María Guerrero.
- El señor de las patrañas (1990).
- La taberna de los cuatro vientos (1994).
- El enfermo imaginario de Molière (1996).
- ¿Le gusta Schubert? (1998).